# Laurent Pionnier
Pour les articles homonymes, voir Pionnier.
Laurent Pionnier, né le 24 mai 1982 à Bagnols-sur-Cèze, est un footballeur français, évoluant au poste de gardien de but.
Il possède à son palmarès le titre de champion de France obtenu avec le Montpellier HSC en 2012 et il est aussi vice-champion de Ligue 2 en 2009. Il a aussi participé à la finale de la coupe de la Ligue 2011.

## Biographie
Après deux ans de formation à l'Olympique d'Alès en Cévennes, il rejoint le Montpellier Hérault Sport Club en 1997 où il intègre l'équipe des moins de 15 ans.

Il fait ses débuts en première division en 2002-2003 où il est titulaire lors de neuf rencontres. Numéro trois puis numéro deux montpelliérains lors des deux saisons suivantes, il devient titulaire lors de la saison 2005-2006 alors que le club évolue en Ligue 2.

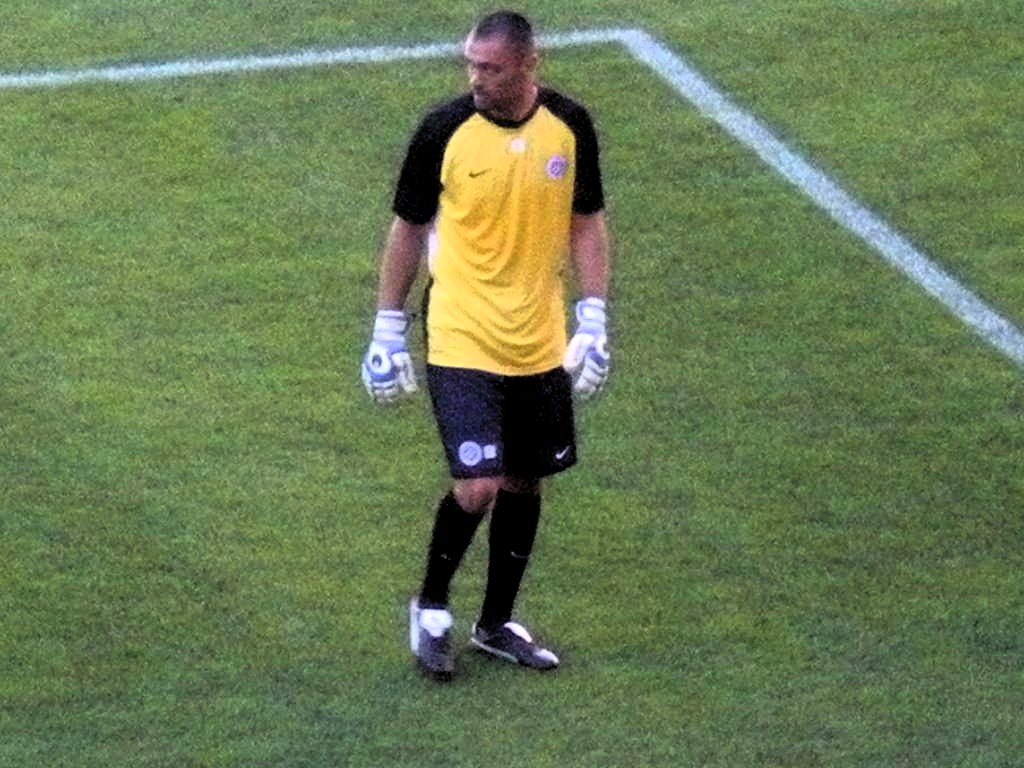
Laurent Pionnier sous les couleurs du MHSC.

Après cinq saisons et demie passées au Montpellier Hérault Sport Club, il fait les frais des mauvais résultats de son club lors de la saison 2006-2007 et est prêté pour la fin de la saison 2007-2008 au FC Libourne-Saint-Seurin.
De retour au Montpellier Hérault Sport Club, il retrouve le rôle de doublure de Johann Carrasso lors de la remontée en Ligue 1, puis de Geoffrey Jourdren par la suite. Cependant, afin de lui permettre d'avoir du temps de jeu, René Girard compte sur lui pour les matchs de coupe du club héraultais. Ainsi, il est un des principaux artisans de la campagne de coupe de la Ligue 2011, où il gardera sereinement les buts du Montpellier Hérault Sport Club jusqu'à la finale face à l'Olympique de Marseille perdu un but à zéro .
La saison suivante, il est champion de France en devançant le Paris Saint-Germain.
Lors de la saison 2012-2013, il joue le premier match européen de sa carrière en prenant part à un match de poule de Ligue des champions.
Lors de la phase retour de la saison 2015-2016, il est préféré à Jonathan Ligali pour remplacer Geoffrey Jourdren, blessé, alors que l'équipe est en danger de relégation. Il est alors un des artisans du maintien du Montpellier HSC en Ligue 1. 
Lors de la saison 2016-2017, il prend la place de Jourdren, en baisse de forme. Le club annonce que ce remplacement doit s'effectuer lors des trois matches suivants, ses bonnes performances lui permettent de rester titulaire. Il est notamment le gardien lors de la victoire trois buts à zéro contre le Paris SG et lors de la victoire quatre buts à zéro contre les Girondins de Bordeaux. Jourdren ainsi que le 3ème gardien Jonathan Ligali enchaînant les blessures, Pionnier reste titulaire jusqu'à la fin de la saison 2016-2017, où il participe une nouvelle fois à assurer le maintien du club en Ligue 1. Lors de la célébration des 25 ans des supporters de la Butte Paillade à l'occasion de la réception de Lyon pour la 37ème journée, Laurent Pionnier est ovationné par les supporters après le match pour son attitude exemplaire et sa fidelité au club, malgré la défaite, le maintien étant assuré.
Lors de la saison 2017-2018, à la suite de l'arrivée de Benjamin Lecomte comme gardien de buts titulaire, Pionnier resigne pour un an au MHSC, comme gardien numéro 2. Il est chargé d'encadrer Dimitry Bertaud, jeune gardien U19 qui vient de remporter la Coupe Gambardella. Toujours aussi apprécié du club et des supporters, Pionnier se voit remettre une distinction fêtant ses 20 ans au MHSC, lors de la prise de la photo officielle le 27 septembre 2017. En fin de contrat à la fin de la saison, Pionnier met un terme a sa carrière.
Depuis 2018, il est chargé de mission juridique et membre du département féminin au sein de l'UNFP.

## Statistiques
| Saison                | Club                  | Championnat           | Championnat | Championnat | Coupe nationale | Coupe nationale | Coupe de la Ligue | Coupe de la Ligue | Compétition(s) continentale(s) | Compétition(s) continentale(s) | Compétition(s) continentale(s) | Total | Total |
| Saison                | Club                  | Division              | M.          | B.          | M.              | B.              | M.                | B.                | Comp.                          | M.                             | B.                             | M.    | B.    |
| 2002-2003             | Montpellier HSC       | Ligue 1               | 9           | 0           | -               | -               | -                 | -                 | -                              | -                              | -                              | 9     | 0     |
| 2003-2004             | Montpellier HSC       | Ligue 1               | 3           | 0           | -               | -               | -                 | -                 | -                              | -                              | -                              | 3     | 0     |
| 2004-2005             | Montpellier HSC       | Ligue 2               | 8           | 0           | -               | -               | 4                 | 0                 | -                              | -                              | -                              | 12    | 0     |
| 2005-2006             | Montpellier HSC       | Ligue 2               | 34          | 0           | 5               | 0               | 4                 | 0                 | -                              | -                              | -                              | 43    | 0     |
| 2006-2007             | Montpellier HSC       | Ligue 2               | 26          | 0           | -               | -               | 1                 | 0                 | -                              | -                              | -                              | 27    | 0     |
| 2007-2008             | Montpellier HSC       | Ligue 2               | -           | -           | 3               | 0               | -                 | -                 | -                              | -                              | -                              | 3     | 0     |
| 2008                  | FC Libourne (prêt)    | Ligue 2               | 17          | 0           | -               | -               | -                 | -                 | -                              | -                              | -                              | 17    | 0     |
| 2008-2009             | Montpellier HSC       | Ligue 2               | 3           | 0           | 3               | 0               | 3                 | 0                 | -                              | -                              | -                              | 9     | 0     |
| 2009-2010             | Montpellier HSC       | Ligue 1               | -           | -           | 1               | 0               | 1                 | 0                 | -                              | -                              | -                              | 2     | 0     |
| 2010-2011             | Montpellier HSC       | Ligue 1               | 1           | 0           | 1               | 0               | 4                 | 0                 | -                              | -                              | -                              | 6     | 0     |
| 2011-2012             | Montpellier HSC       | Ligue 1               | 4           | 0           | 4               | 0               | 1                 | 0                 | -                              | -                              | -                              | 9     | 0     |
| 2012-2013             | Montpellier HSC       | Ligue 1               | 5           | 0           | 1               | 0               | 3                 | 0                 | C1                             | 1                              | 0                              | 10    | 0     |
| 2013-2014             | Montpellier HSC       | Ligue 1               | 5           | 0           | 2               | 0               | 1                 | 0                 | -                              | -                              | -                              | 8     | 0     |
| 2014-2015             | Montpellier HSC       | Ligue 1               | 3           | 0           | -               | -               | 1                 | 0                 | -                              | -                              | -                              | 4     | 0     |
| 2015-2016             | Montpellier HSC       | Ligue 1               | 25          | 0           | 1               | 0               | -                 | -                 | -                              | -                              | -                              | 26    | 0     |
| 2016-2017             | Montpellier HSC       | Ligue 1               | 25          | 0           | 1               | 0               | 1                 | 0                 | -                              | -                              | -                              | 27    | 0     |
| 2017-2018             | Montpellier HSC       | Ligue 1               | -           | -           | -               | -               | -                 | -                 | -                              | -                              | -                              | 0     | 0     |
| Total sur la carrière | Total sur la carrière | Total sur la carrière | 168         | 0           | 22              | 0               | 24                | 0                 | -                              | 1                              | 0                              | 215   | 0     |

## Palmarès
Au niveau professionnel, Laurent Pionnier a quasiment fait toute sa carrière au Montpellier Hérault Sport Club. Après avoir fait quelques apparitions sporadiques entre 2002 et 2005, il devient le gardien titulaire du club lors de la saison 2005-2006. N'entrant plus dans les plans de l’entraîneur, il est prêté lors de la fin de saison en 2008, avant de revenir et de participer en tant que doublure de Johann Carrasso à l’acquisition du titre de vice-champion de Ligue 2 en 2009. 
Toujours doublure la saison suivante en Ligue 1, il ne joue quasiment aucun match en championnat, mais va montrer tous ses talents lors du parcours du Montpellier Hérault Sport Club en coupe de la Ligue 2011, n'encaissant que deux buts en cinq matchs, dont un en finale, permettant à l'Olympique de Marseille de l'emporter. Le 20 mai 2012, il décroche le titre de champion de France avec le Montpellier Hérault SC, après avoir suppléé un Geoffrey Jourdren blessé, au début de la saison.

## Anecdotes
Il est très apprécié par les supporters du Montpellier Hérault SC car il vient les saluer lors de tous les matchs en déplacement, comme lors d'un match à Guingamp, où il est le seul joueur à saluer les supporters alors qu'il n'était que remplaçant.